# Еріх Лясота
Е́ріх Лясо́та (нім. Erich Lassota von Steblau; (нар. близько 1550, Стеблов (за іншими даними — Бляйшвіц (Блажейовіць), Сілезія, нині Польща — пом. 1616, м. Кошиці, нині Словаччина) — австрійський дипломат і військовик; мемуарист.
Походив із давнього моравського роду Одровунів (Одровонжів), онімечений слов'янин. Еріх Лясота називає Запоріжців «хоробрими і підприємчивими людьми, котрі з ранніх років вправляються у військовому ділі і прекрасно вивчили ворога - турків і татар. Вони мають власні гармати і багато з них вміє поводитися з цією зброєю, так що при них зайвим наймати і утримувати окремих гарматчиків. «їх старшина задовольняється загальним пайком, не вимагаючи більшої платні».
Е. Лясота робить наприкінці також цікаві висновки про роль і значіння Запоріжжя та українських козаків: «Через те, що внутрішні справи Польщі, як
видно було, загрожували переворотом в недовгому
часі, то я вважав справою незвичайної ваги запевнити собі приязнь цього товариства (Запорізьких козаків), котре не тільки користується величезними впливами на Україні (тобто на Волині і Поділлі), але на котре оглядається і ціла Польща».

## Життєпис
Народився в Сілезії у шляхетській сім'ї. Навчався в Лейпцизькому й Падуанському університетах. У 1576—1584 роках перебував на військовій і дипломатичній службі в Іспанії, Португалії і Австрії. Від 1585 року служив при дворі  імператора Священної Римської імперії Рудольфа II. В 1588—1590 — у шведському полоні.
В червні 1594 року за дорученням імператора виїхав до Запорозької Січі, щоб запросити запорізьких козаків на імператорську службу для участі у війні проти Османської імперії.
Його дорога на Запоріжжя пролягла через Тернопільщину: 21-22 квітня 1594 — м. Почаїв і містечко Вишнівець (нині смт Збаразького району), села Тараж (нині Старий Тараж Кременецького району), Дзвиняча (нині Збаразького району), Маневе та Снігурівка (нині обидва — Лановецького району), Токи (нині Підволочиського району); при поверненні 23-24 липня того ж року — містечкоко (нині смт) Підволочиськ, села Базаринці (нині Збаразького району), Горинка (нині Кременецького району), м. Кременець та інші населені пункти краю.
Помер у Кошицях (Словаччина).

## Щоденник
Залишив щоденник своєї подорожі — цінне джерело з історії та географії України. Дав картину політичного життя і побуту Запорозької Січі, опис українських міст (Києва, Львова, Луцька, Прилуки, Кам'янця, Проскурова, Хмільника тощо).
Е. Лясота першим із авторів вжив термін «Січ» (нім. Feldläger). Лясота одним з перших відмітив суперечності між запорізькою старшиною і рядовим козацтвом.
Щоденник охоплює період 1573—1594 років. Видавався німецькою мовою в 1854 і 1866 роках у місті Галле під назвою «Щоденник Еріха Лясоти фон Стеблау». Переклади «Щоденника» українською мовою робили Дмитро Яворницький, Василь Доманицький, Михайло Грушевський і Володимир Січинський та інші.

## Вшанування пам'яті
У місті Дніпро перейменували провулок Дербентський на провулок Еріха Лясоти.